# Murillo el Cuende
Murillo el Cuende – gmina w Hiszpanii, w Nawarze, o powierzchni 59,2 km². W 2011 roku gmina liczyła 687 mieszkańców.